# Haringtonhippus
Haringtonhippus — це вимерлий рід коневих з плейстоцену Північної Америки, вперше описаний у 2017 році. Рід є моновидовим і складається з виду H. francisci, вперше описаного в 1915 році Олівером Перрі Хеєм як Equus francisci. До його офіційного опису його іноді називали ходулоногим конем Нового Світу.
Скам'янілості Haringtonhippus були виявлені лише в Північній Америці. Зразки були знайдені від південної Мексики до південної Південної Дакоти та в Альберті, Канада в таких місцях, як Гіпсова печера та Печера природної пастки, а також у східній Берінгії в Юконі. Пізніше дослідження показало, що Equus cedralensis з пізнього плейстоцену Мексики також належав до цього виду. Найдавніші види лінії з'явилися в Північній Америці в період пізнього пліоцену до раннього плейстоцену, приблизно від 2 до 3 млн років тому. Він вимер наприкінці пізнього плейстоцену.